# Aleanca Kosova e Re
Die Aleanca Kosova e Re (Kurzbezeichnung: AKR; albanisch für „Allianz Neues Kosovo“) ist eine liberale Partei im Kosovo, die am 17. März 2006 von Behgjet Pacolli gegründet wurde.
An der Parlamentswahl 2007 nahm die AKR erstmals teil und zog mit 12,3 % (13 Sitze) ins kosovarische Parlament ein. Bei der folgenden Parlamentswahl 2010/2011 erreichte die AKR mit 7,3 % der Stimmen acht von 120 Sitzen und beteiligte sich an der Regierungskoalition. Im Juni 2014 verpasste die AKR mit 4,7 % knapp die Hürde zum Einzug ins Parlament. Bei der Parlamentswahl 2017 gelangte sie über ein Wahlbündnis mit der Lidhja Demokratike e Kosovës und der Alternativa, das insgesamt 25,53 % und 29 Mandate erhielt, zurück in das Parlament.
Von November 2009 bis Juni 2025 war die Partei Mitglied der Allianz der Liberalen und Demokraten für Europa (ALDE).